# (2444) Lederle
(2444) Lederle (1934 CD; 1975 DC; 1975 GO1) ist ein ungefähr dreißig Kilometer großer Asteroid des mittleren Hauptgürtels, der am 5. Februar 1934 vom deutschen (damals: NS-Staat) Astronomen Karl Wilhelm Reinmuth an der Landessternwarte Heidelberg-Königstuhl auf dem Westgipfel des Königstuhls bei Heidelberg (IAU-Code 024) entdeckt wurde.

## Benennung
(2444) Lederle wurde nach dem Astronomen Trudpert Lederle (1922–2002) benannt, der ab 1942 am Astronomischen Rechen-Institut arbeitete. Er war hauptsächlich mit Sternenkatalogen beschäftigt und arbeitete an der Erforschung der Bewegung des Asteroiden (1036) Ganymed.